# Maria Wirtemberska
Maria Wirtemberska, właśc. Maria Anna z Czartoryskich księżna von Würtemberg-Montbéliard, inne formy nazwiska: de Wirtemberg; Wirtembergska; Würtemberska; von Württemberg, pseud.: La Princesse W*** , (ur. 25 marca 1768 w Warszawie, zm. 21 października 1854 w Paryżu) – arystokratka polska, powieściopisarka, komediopisarka, poetka i filantropka.

## Życiorys

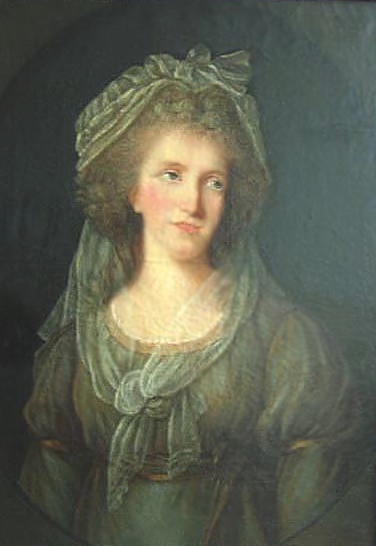
Maria Wirtemberska, portret pędzla Élisabeth Vigée-Lebrun, 1793

Urodzona w związku małżeńskim Adama Kazimierza Czartoryskiego (generał ziem podolskich) i Izabeli z Flemmingów, jej prawdziwym ojcem był jednak (najprawdopodobniej) król Stanisław August Poniatowski, który był kochankiem Izabeli. Złośliwi nazywali ją nawet „Ciołkówną” od herbu Poniatowskich. Początkowo wychowywała się w Warszawie w Pałacu Błękitnym. W roku 1782 Czartoryscy przenieśli się do Puław. Otrzymała staranne wykształcenie domowe. Oprócz Madeleine Petit (francuska guwernantka), uczyli ją m.in.: Franciszek Karpiński (1782/1783), F.D. Kniaźnin (od roku 1783), J. Koblański, S. L’Huillier, J.P. Norblin.
28 października 1784 poślubiła w Siedlcach wirtemberskiego księcia Fryderyka Ludwika Würtemberg-Montbéliard, spokrewnionego z rodami panującymi w Prusach (siostrzeniec króla Fryderyka II Wielkiego) i Rosji (brat wielkiej księżnej rosyjskiej, później carycy Marii Fiodorownej). Trzy miesiące później (styczeń 1785) państwo młodzi wyjechali do Berlina, a następnie do Montbéliard, aby ostatecznie osiąść w zamku w Trzebiatowie na Pomorzu. Po 3 latach (1788) wracają do Polski, a w roku 1789 książę uzyskał indygenat i nominację na generała-majora, dowódcę dywizji małopolskiej wojsk koronnych. Jako wódz wojsk litewskich w wojnie z Rosją 1792 symulując chorobę i pozostając bezczynnym działał na korzyść Prus i Rosji, czym walnie przyczynił się do przegrania wojny. Gdy książę zdradził Rzeczpospolitą, wkrótce opuścił jej terytorium. Maria Wirtemberska już wcześniej (maj 1792) wszczęła postępowanie rozwodowe, na pewien czas przebywała w warszawskim klasztorze sióstr sakramentek. Małżeństwo to zakończyło się rozwodem w październiku roku 1793. Książę zgodził się na rozwód pod warunkiem oddania mu jedynego ich syna, 2-letniego wówczas, Adama Karola Wilhelma (ur. 16 stycznia 1792), którego wychował w duchu wrogości do Polski. Dla Marii w latach 1791–1796 zbudowano według projektu Piotra Aignera Pałac Marynki.
Po rozwodzie Maria Wirtemberska przebywała najczęściej w Warszawie, od roku 1798 do 1804 zimy spędzała w Wiedniu, a lato w Puławach, Sieniawie lub Karlsbadzie (1796). Po III rozbiorze Polski zajęła się stworzeniem w Puławach muzeum pamiątek narodowych. Zainteresowała się wspaniałym położeniem wsi Pilica i kupiła ją. Urządziła na nowo park założony przez poprzednich właścicieli i wystawiła pałac oraz kościół katolicki. Park pilicki przewyższał swą sławą Arkadię koło Nieborowa (własność Radziwiłłowej) oraz Ogród na Powązkach (własność jej matki) i był sławny za granicą. Plenipotentem tych dóbr był Franciszek Lessel. Wraz z matką zajmowała się działalnością filantropijną i edukacyjną wśród chłopów. Była przedmiotem sentymentalnych adoracji kilkorga znanych postaci, wśród których znaleźli się m.in.: Ludwik Kropiński, Tadeusz Matuszewicz i Jan Maksymilian Fredro. Maria Wirtemberska podobnym sentymentem darzyła księcia Józefa Poniatowskiego.
Po powstaniu listopadowym przebywała w swym majątku w Wysocku w Galicji. W 1837 r. osiadła na stałe w Paryżu w domu brata, księcia Adama Jerzego. Zmarła w Paryżu.
W 2025 roku ukazała się pierwsza pełna biografia tej postaci, pióra pisarki historycznej Magdaleny Jastrzębskiej, pod tytułem Księżna Maria Wirtemberska. Rozważna i romantyczna, wydana przez Wydawnictwo LTW (ISBN 978-83-7565-912-2). 

## Twórczość

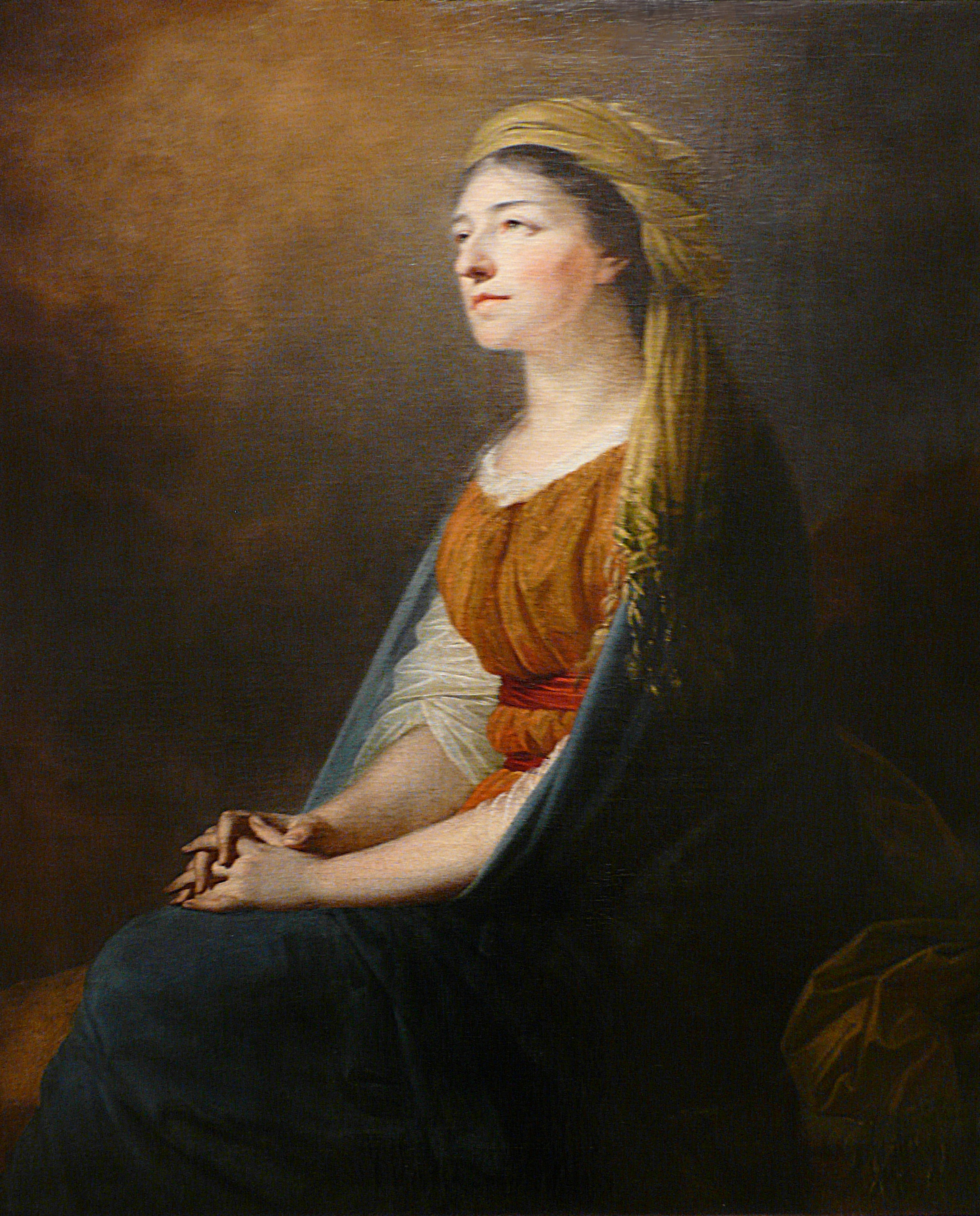
Portret Marii Wirtemberskiej autorstwa Heinricha Friedricha Fügera, 1795

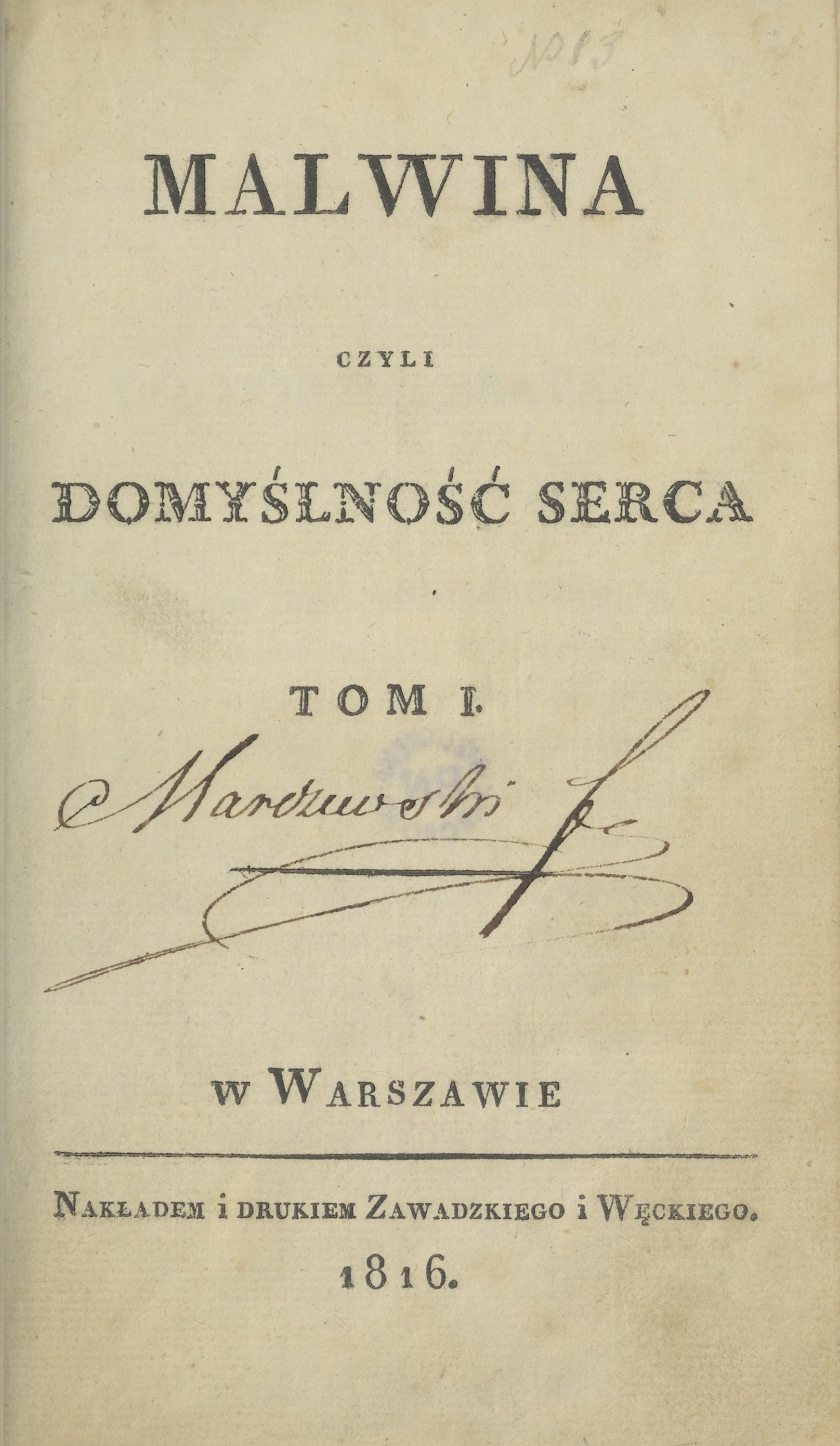
Malwina, strona tytułowa oryginalnego wydania z 1816

W latach 1808–1816 prowadziła w Warszawie salon literacki (błękitne soboty), w którym bywał m.in. Julian Ursyn Niemcewicz. Brała udział w posiedzeniach Towarzystwa Iksów. Autorka powieści Malwina, czyli domyślność serca (powst. 1813), uznawanej za pierwszą polską powieść psychologiczno-obyczajową. Własną twórczość literacką zarzuciła po roku 1820.

### Ważniejsze utwory
1. Wiersze (m.in.: Żale Marii Stuart; Miłość i słowa; Corolian dit à sa mère; Grzyb i poziomka; Konar; Marynki do mojej matki; Nasze życie powązkowskie; Z Katula; Z l'abbè de Lille; Halina i Filon), rękopis: Biblioteka Czartoryskich sygn. ew. 633 (Archiwum Domowe poz. 65); niektóre ogł.: L. Dębicki, „Przewodnik Naukowy i Literacki” 1887, przedr. w: Puławy t. 4, Lwów 1888, s. 153–157[4]; W. Jankowski w: Puławy, Lwów 1909; wiersz Marynki do mojej matki ogł. H. Barycz w: F.K. Prek: Czasy i ludzie, Wrocław 1959, s. 435–438; wiersz Róża z rękopisu Biblioteki Czartoryskich sygn. ew. 3191 ogł. R. Kaleta, „Poezja” rocznik 2 (1966) nr 10; inne rękopisy z wierszami Marii Wirtemberskiej (m.in.): Biblioteka Czartoryskich sygn. 3955–3958, ew. 739 (przepisane ręką F.D. Kniaźnina); Biblioteka Jagiellońska sygn. 3096 (odpisy F.K. Preka); Biblioteka PAN Kraków sygn. 2202 (papiery Koźmianów); Biblioteka Narodowa sygn. 1492 (papiery Z. Zamoyskiej); Państwowe Centralne Archiwum Historyczne w Kijowie sygn. 49, 2, 54
2. Wspomnienia z r. 1792 i 1794, fragm. rękopisu (autograf i kopia), Biblioteka Polska w Paryżu sygn. 537
3. Opis obchodów odbytych w Puławach w r. 1803 i 1806, rękopis: Biblioteka Czartoryskich sygn. ew. 1078 (Archiwum Domowe poz. 510)
4. Couplets de Catalons chantés par la Prsse du Würtemberg au Pr. Joseph Poniatowski le 7 mai 1808 à la fête qui lui donnait la Comtesse Tyszkiewicz; Synonimy, rękopis jak wyżej sygn. ewid. 633 (Archiwum Domowe poz. 65); w rękopisie sygn. ew. 644 (Archiwum Domowe poz. 76): Synonimy polskie zaczęte w r. 1808 – są również synonimy autorstwa Marii Wirtemberskiej
5. Opowiadanie o dwóch księżniczkach, Herminé i Phébé, powst. prawdopodobnie około roku 1808, rękopis: Biblioteka Czartoryskich sygn. ew. 633 (Archiwum Domowe poz. 65)
6. (Szkice literackie w jęz. francuskim, m.in.:) Joland Alix de Beaujeu à la très noble et très illustre dame du château gotique; Malvina fille du...; Sur le bandeau de l’amour propre, powst. około roku 1808, rękopis jak wyżej; Recueil de romances dédiés à Sophie Zamoyska, dat. 1808, rękopis: Biblioteka Narodowa (BOZ sygn. 1557); być może identyczne z poz. 5
7. Malwina, czyli domyślność serca. Romans oryginalny, powst. 1813, wyd. t. 1–2, Warszawa 1816 (z przedmową: Do mego brata)[5][6]; wyd. następne: wyd. 2 poprawione Warszawa 1817; wyd. 3 poprawione Warszawa 1822; wyd. 4 Warszawa 1828–1829; wyd. K. Wojciechowski (na podstawie wyd. 2 i rękopisów Biblioteki Zamoyskich), Kraków (około roku 1921) „Biblioteka Narodowa” seria I, nr 23[7]; także wyd. 2 Kraków (1925); wyd. W. Billip (na podstawie wyd. 2–3), Warszawa 1958; fragmenty przedr. „Sto lat myśli polskiej” t. 2 (1907); w Bibliotece Zamoyskich znajdowały się 2 rękopisy: sygn. 1842 (autograf, obecnie nieistniejący) i sygn. 1090 (kopia autorska z poprawkami, obecnie w Bibliotece Narodowej); w Bibliotece Czartoryskich: Malwina i Ludomir (kopia-czystopis) sygn. ew. 3550 oraz szkic do powieści pt. Malvine fille sygn. ew. 633 (Archiwum Domowe poz. 65); faksymile autografu ogł. J. Kleiner w: Studia z zakresu literatury i filozofii, Warszawa 1925, (datowanie powstania według listu autorki do A.J. Czartoryskiej z 10 stycznia 1813); według domysłu J. Lipińskiego może być autorką scenicznej przeróbki powieści: Starościanka Malwina, czyli doświadczenie na prędce (wyst. Warszawa 21 lutego 1817); przekł.: francuski (1817), rosyjski (1834)
8. Diariusz podróży do Warmbrunn (Cieplic) w r. 1816; Diariusz podróży do Włoch w l. 1816–1818; Fragmentaryczny pamiętnik z l. 1818–1824, rękopis: Biblioteka Czartoryskich sygn. ew. 3194 (Archiwum Domowe poz. 63)
9. Niektóre zdarzenia, myśli i uczucia doznane za granicą, powst. w latach 1816–1818, rękopisy: Biblioteka Czartoryskich sygn. ew. 630 (Archiwum Domowe poz. 61)[8]; autograf z poprawkami oraz brudnopis opowiadania Berta i Rozwinda; sygn. ew. 634 (Archiwum Domowe poz. 65): czystopis fragmentu końcowego; sygn. ew. 3179 (Archiwum Domowe poz. 64)[9]: kopia niepełna, (utwór literacki wzorowany na Podróży sentymentalnej L. Sterne'a
10. Powieści wiejskie (Rozyna dobra córka, czyli jarmark św. Małgorzaty w Jeziorowie; Kul, czyli chłop sumienny; Jasiukowa grobla; Wiejska wieczerza, czyli traf przez Grzegorza Hoinę dzieciom opowiedziany; Ucieczka Kasi), wyd. w: (I. Czartoryska): Pielgrzym w Dobromilu, czyli nauki wiejskie. Z dodatkiem powieści, Warszawa 1819 (2 wydania)[10]; wyd. następne: Warszawa 1820; Warszawa 1823; Warszawa 1826; Warszawa 1830; Warszawa 1852; Wilno 1857; Żytomierz 1860; Wilno 1861 (1862); rękopis: Biblioteka Czartoryskich sygn. ew. 3190 (Archiwum Domowe poz. 70, z przedmową Do mojej matki)
11. Korale. Komedyjka w 1 akcie, rękopis jak wyżej sygn. ew. 633 (Archiwum Domowe poz. 65)
12. Opis niektórych cenniejszych pamiątek zachowanych w Świątyni Sybilli w Puławach, powst. około roku 1827, rękopis jak wyżej sygn. 3033, (współautorstwo obok: F.D. Morawskiego, K. Tańskiej, K. i A. Koźmianów)
13. Zdarzenia w Puławach opisane przez... (po roku 1834), rękopis jak wyżej sygn. ew. 633 (Archiwum Domowe poz. 65)
14. Niektóre szczegóły wyjęte z pamiętników Marii Stuart – o jej dzieciństwie, pierwszej młodości i pobycie we Francji, rękopis jak wyżej sygn. ew. 634 (Archiwum Domowe poz. 66), biografia literacka.

Zachowano także inne pisma rękopiśmienne, jak np.: Modlitwy (Biblioteka Czartoryskich sygn. ew. 624 – Archiwum Domowe poz. 59), Articles des sciences... (sygn. ew. 637 – Archiwum Domowe poz. 69), Modlitwa za duszę ojca (Ossolineum sygn. 907/II 19, obecnie we Lwowie).

### Przekłady
1. (J.P. Claris de Florian): Ojciec dobry. Komedia w 1 akcie z francuskiego przetłumaczona, przekład powst. w Treptow 18 listopada 1786, rękopis: Biblioteka Czartoryskich sygn. ew. 633 (Archiwum Domowe poz. 65): brulion (s. 311–335), czystopis z dedykacją Do mego ojca (s. 241–279), wersja zmieniona (s. 285–310); w roku 1790 przełożyła także Galateę tegoż autora (inform. w liście do matki z 11 marca 1790)
2. Zbiór tłumaczeń ofiarowanych A.K. Czartoryskiemu od córek, dat. 1794, rękopis jak wyżej sygn. ew. 576 (Archiwum Domowe poz. 8).

Przekłady M. Wirtemberskiej i Zofii Czartoryskiej, m.in. fragmentów z: Tacyta, W. Shakespeare’a, J. Miltona, W. Robertsona. Zobacz także Ważniejsze utwory poz. 1

### Listy i materiały
1. Do brata, A.J. Czartoryskiego, z lat: 1781–1802, 1781–1815, 1816–1824, 1825–1830, 1831–1839, t. 1–5; rękopisy: Biblioteka Czartoryskich sygn. ew. 823–827 (Archiwum Domowe poz. 255–259)[11][12][13][14][15][16]
2. Do matki, I. Czartoryskiej, z Treptow z lat: 1785–1787 i 1790–1816 (list dat. 2 lutego 1815 – pisany faktycznie w roku 1816!); do brata, A.J. Czartoryskiego, z lat: 1831–1836, 1845; do siostrzeńca, W. Zamoyskiego, z lat 1836–1849; do J. z Działyńskich Zamoyskiej z roku 1852; fragmenty ogł. S. Duchińska: Wspomnienia z życia M. z ks. Czartoryskich ks. Wirtemberskiej, „Kronika Rodzinna” 1885 nr 7–14[17][18][19][20][21][22][23][24], 16–20[25][26][27][28][29] i osobno Warszawa 1886
3. Do Stanisława Augusta z lat 1785–1786, rękopis: Biblioteka Czartoryskich sygn. 696
4. Lettres et papiers des princes de Würtemberg, 1786–1847, tu m.in. korespondencja Marii Wirtemberskiej z mężem, korespondencja i dokumenty dot. ich rozwodu, obszerna korespondencja Wirtemberskiej z synem Adamem; rękopis jak wyżej sygn. ew. 651 (Archiwum Domowe poz. 83); kopie niektórych listów M. i L. Wirtemberskich w rękopisie sygn. ew. 2976
5. Do matki, I. Czartoryskiej, z lat 1790–1816 (tu, podobnie jak w poz. 2, błędna data listu z 2 lutego 1815!); do siostrzenicy, Jadwigi z Zamoyskich Sapieżyny, z 7 kwietnia 1831, ogł. L. Dębicki, „Przewodnik Naukowy i Literacki” 1887, przedr. w: Puławy t. 4, Lwów 1888[4], s. 165–193, (listy do matki częściowo te same co ujęte w poz. 2)
6. Do Marii Matuszewiczowej z 28 października 1792, rękopis: Biblioteka PAN Kraków sygn. 15 (B)
7. Do T. Mostowskiego fragm. listów z lat 1798–1799, ogł. H. Lisicki, „Gazeta Lwowska” 1885 nr 171–176
8. Do C. Beydale z lat 1800–1839, rękopis: Biblioteka Czartoryskich sygn. ew. 992 (Archiwum Domowe poz. 424)
9. Do w. ks. Konstantego z grudnia 1814, rękopis: Biblioteka Polska w Paryżu sygn. 537
10. Do matki, I. Czartoryskiej, i brata, A.J. Czartoryskiego; rękopisy: Biblioteka Czartoryskich sygn. ew. 1112, 828 (Archiwum Domowe poz. 260)
11. Do ojca, A.K. Czartoryskiego, z lat 1816–1817, rękopis: Biblioteka Czartoryskich sygn. ew. 1114[30]
12. Do J. Skrzyneckiego, z lat 1816–1817, rękopis: Biblioteka PAN Kraków sygn. 2408, t. 2
13. Do Ameli Prekowej 3 listy z lat 1830–1831, rękopis: Ossolineum sygn. 897/II
14. Do brata, A.J. Czartoryskiego, 2 listy pisane po roku 1830, rękopis: Biblioteka Czartoryskich sygn. ew. 3247
15. Do F.D. Morawskiego z 22 sierpnia (1833?), ogł. L. Dębicki, „Gazeta Lwowska” 1888, także w maszynopisie Ossolineum: Puławy t. 5, s. 168–170
16. Do nieznanego adresata z 10 grudnia 1834 o Księgach narodu i pielgrzymstwa polskiego (wypis z listu), rękopis: Biblioteka Polska w Paryżu sygn. 54, (tu też pisma ws. spadku po synu); do Piotra Stadnickiego z roku 1838, rękopis: Biblioteka Jagiellońska sygn. 7864 IV, k. 110–111
17. Do F.D. Morawskiego ze stycznia 1842; do Kajetana Morawskiego z 22 października 1843, „Kronika Rodzinna” 1886 nr 5[31], s. 141–142; rękopis listu do Morawskiego z roku 1843 w Bibliotece Narodowej sygn. II 6427 najprawdopodobniej identyczny z tu ogłoszonym
18. Do A.E. Koźmiana z roku 1843, rękopis: Biblioteka PAN Kraków, sygn. 2040, t. 2
19. Do L. Kropińskiego, rękopis: Biblioteka Czartoryskich sygn. ew. 3186
20. Do Anny Sapieżyny, rękopis: Biblioteka Czartoryskich sygn. ew. 1201
21. Do nieznanego adresata, rękopis: Biblioteka Czartoryskich sygn. ew. 1200
22. Od matki, I. Czartoryskiej, z lat: 1779, 1784–1824, rękopisy: Biblioteka Czartoryskich sygn. ew. 1111[32], 1142, 3181[33]–3182, 3266[34]; fragm. listu z około roku 1815 ogł. L. Dębicki: Puławy t. 2, Lwów 1887[35], s. 309
23. Od ojca, A.K. Czartoryskiego; Aleksandra I; Zamoyskich; Würtembergów i in.; rękopis: Biblioteka Czartoryskich sygn. ew. 1200
24. Od L. Kropińskiego z 21 maja 1813, rękopis: Biblioteka Czartoryskich sygn. ew. 5535, s. 135–137
25. Od męża, L. v. Würtemberg, rękopis: Biblioteka PAN Kraków sygn. 15 (B)
26. Od rodziny z roku 1812 i lat następnych; m.in. od Anny, Konstantego i Aleksandra Czartoryskich; rękopis: Biblioteka Czartoryskich sygn. ew. 649 (Archiwum Domowe poz. 81)
27. Od ojca, A.K. Czartoryskiego, rękopis: Biblioteka Czartoryskich sygn. ew. 3189
28. Korespondencja z różnych lat z różnymi osobami; m.in. listy od: F.D. Morawskiego, H. Błotnickiego, J.U. Niemcewicza; rękopisy: Biblioteka Czartoryskich sygn. ew. 650 (Archiwum Domowe poz. 82), sygn. 1113
29. Od C. Beydale, rękopis: Biblioteka Czartoryskich sygn. ew. 848 (Archiwum Domowe poz. 280)
30. Od brata, A.J. Czartoryskiego, z lat: 1830–1840, 1841–1854; t. 2–3; rękopisy: Biblioteka Czartoryskich sygn. ew. 830–831 (Archiwum Domowe poz. 262–263); brak daty, rękopis: : Biblioteka Czartoryskich sygn. ew. 1766 (Archiwum Domowe poz. 261)
31. Listy od rodziny z lat 1836–1854; m.in. od: Władysława, Augusta i Zdzisława Zamoyskich; rękopisy: Biblioteka Czartoryskich sygn. ew. 648 (Archiwum Domowe poz. 80)
32. Od siostry, Zofii Zamoyskiej (zm. 1837), rękopis: Biblioteka Czartoryskich sygn. ew. 1174
33. Od L. Kropińskiego z 5 maja 1840, „Kronika Rodzinna” 1886 nr 5, s. 142
34. Notatniki, rękopisy: Biblioteka Czartoryskich sygn. ew. 3191 (Archiwum Domowe poz. 73, datowana na rok 1786, z odpisami fragm. literackich, m.in. z: Nowej Heloizy J.J. Rousseau, Imagination J. Dellile'a, ze Spectateura), sygn. ew. 3228, 3369[36]
35. Błękitne soboty zebrane w r. 1808. rękopis: Biblioteka Czartoryskich sygn. ew. 3192 (Archiwum Domowe poz. 72); albumik sporządzony przez Marię Wirtemberską, zawierający odpisy wierszy: J. Lipińskiego, T. Matuszewicza, J.U. Niemcewicza, J.M. Fredry i in., na końcu notatnika: O miłych moich sobotach
36. Deklaracja do Rządów Krajowych na zafundowanie domu dla Sióstr Miłosierdzia, dat. Sieniawa 4 maja 1822, rękopis: Ossolineum sygn. 1087/II poz. 47 (obecnie we Lwowie)
37. Odpowiedź na artykuł „Dziennika Powszechnego” 1831 nr 176 (z 28 czerwca) o spaleniu Lubartowa na rozkaz syna Wirtemberskiej, rękopis: Biblioteka Czartoryskich sygn. ew. 651 (Archiwum Domowe poz. 83)
38. Papiery różne, głównie rachunki, korespondencja w sprawach majątkowych i in., rękopisy: Biblioteka Czartoryskich sygn. ew. 644–645 (Archiwum Domowe poz. 76–77), sygn. ew. 647 (Archiwum Domowe poz. 79, tu też rachunki pogrzebowe), sygn. ew. 1202, 5325; Biblioteka Polska w Paryżu sygn. 537 (Wyrok Sądu Apelacyjnego Królestwa Polskiego z roku 1845).

## Wybrane opracowania nt. życia i twórczości Marii Wirtemberskiej
1. „Gazeta Warszawska”: 1768 nr 29 (notka o urodzeniu)
2. „Gazeta Warszawska”: 1784 nr 87; 1785 nr 5, 9
3. I. Czartoryska: Dyliżansem przez Śląsk. Dziennik podróży do Cieplic w r. 1816, z francuskiego przeł. i oprac. J. Bujańska, Wrocław 1968
4. S.S. (A. Linowski): Malwina, czyli domyślność serca, „Pamiętnik Warszawski” luty 1816
5. (J. Śniadecki): Malwina. List stryja do synowicy pisany z Warszawy, „Dziennik Wileński” 1816 t. 3, s. 121–139; przedr. w: Dzieła t. 4, Warszawa 1837, s. 97–115[37]
6. A. Jełowicki: Moje wspomnienia t. 2, Paryż 1839, s. 307[38]
7. J.U. Niemcewicz: Pamiętniki czasów moich t. 1–2 (powst. w latach 1823–1838), wyd. J. Dihm (Warszawa) 1957 „Biblioteka Pamiętnikarzy Polskich i Obcych"
8. A. Cichowski: Ks. M. z Czartoryskich Wirtemberska, „Przegląd Poznański” t. 19 (1854), s. 502
9. E. Podolski: Kazanie przy żałobnym nabożeństwie za duszę... M. ... Würtemberskiej miane w kaplicy niemieckiej w Londynie, Paryż 1854
10. Wspomnienie pośmiertne, „Wiadomości Polskie” 1854, s. 114 i następne.